# Championnats d'Europe d'athlétisme en salle 1976
Navigation
Les 7e Championnats d'Europe d'athlétisme en salle se sont déroulés les 21 et 22 février 1976 à l'Olympiahalle de Munich, en Allemagne. 19 épreuves figurent au programme (11 masculines et 8 féminines).

## Résultats

### Hommes
| Épreuves         | Or                                     | Argent                                 | Bronze                                         |
| 60 m             | Valeriy Borzov (URS) 6 s 58            | Vasílios Papayeorgópoulos (GRE) 6 s 67 | Petar Petrov (BUL) 6 s 68                      |
| 400 m            | Yanko Bratanov (BUL) 47 s 79           | Hermann Köhler (FRG) 48 s 19           | Grzegorz Mądry (POL) 48 s 46                   |
| 800 m            | Ivo Van Damme (BEL) 1 min 49 s 2       | Josef Schmid (FRG) 1 min 49 s 8        | Milovan Savić (YUG) 1 min 49 s 9               |
| 1 500 m          | Paul-Heinz Wellmann (FRG) 3 min 45 s 1 | Thomas Wessinghage (FRG) 3 min 45 s 3  | Gheorghe Ghipu (ROU) 3 min 46 s 1              |
| 3 000 m          | Ingo Sensburg (FRG) 8 min 01 s 6       | Józef Ziubrak (POL) 8 min 02 s 0       | Ray Smedley (GBR) 8 min 02 s 2                 |
| 60 mètres haies  | Viktor Myasnikov (URS) 7 s 78          | Berwyn Price (GBR) 7 s 80              | Zbigniew Jankowski (POL) 7 s 92                |
| Saut en hauteur  | Sergey Senyukov (URS) 2,22 m           | Jacques Aletti (FRA) 2,19 m            | Walter Boller (FRG) Bruno Brokken (BEL) 2,19 m |
| Saut à la perche | Yuriy Prokhorenko (URS) 5,45 m         | Antti Kalliomäki (FIN) 5,40 m          | Renato Dionisi (ITA) 5,30 m                    |
| Saut en longueur | Jacques Rousseau (FRA) 7,90 m          | Valeriy Podluzhniy (URS) 7,79 m        | Joachim Busse (FRG) 7,72 m                     |
| Triple saut      | Viktor Saneïev (URS) 17,10 m           | Carol Corbu (ROU) 16,75 m              | Bernard Lamitié (FRA) 16,68 m                  |
| Lancer du poids  | Geoff Capes (GBR) 20,64 m              | Gerd Lochmann (GDR) 20,29 m            | Aleksandr Baryshnikov (URS) 20,02 m            |

### Femmes
| Épreuves         | Or                                   | Argent                               | Bronze                                  |
| 60 m             | Linda Haglund (SWE) 7 s 24           | Sonia Lannaman (GBR) 7 s 25          | Elvira Possekel (FRG) 7 s 28            |
| 400 m            | Rita Wilden (FRG) 52 s 26            | Jelica Pavličić (YUG) 52 s 47        | Inta Klimoviča (URS) 52 s 80            |
| 800 m            | Nikolina Shtereva (BUL) 2 min 02 s 2 | Lilyana Tomova (BUL) 2 min 02 s 6    | Gisela Klein (FRG) 2 min 03 s 2         |
| 1 500 m          | Brigitte Kraus (FRG) 4 min 15 s 2    | Natalia Mărăşescu (ROU) 4 min 15 s 6 | Rositsa Pekhlivanova (BUL) 4 min 15 s 8 |
| 60 mètres haies  | Grażyna Rabsztyn (POL) 7 s 96        | Natalya Lebedeva (URS) 8 s 08        | Bożena Nowakowska (POL) 8 s 14          |
| Saut en hauteur  | Rosemarie Ackermann (GDR) 1,92 m     | Ulrike Meyfarth (FRG) 1,89 m         | Milada Karbanová (TCH) 1,89 m           |
| Saut en longueur | Lidiya Alfeyeva (URS) 6,64 m         | Jarmila Nygrýnová (TCH) 6,57 m       | Galina Gopchenko (URS) 6,48 m           |
| Lancer du poids  | Ivanka Khristova (BUL) 20,45 m       | Svetlana Krachevskaya (URS) 20,06 m  | Ilona Schoknecht (GDR) 19,36 m          |

## Tableau des médailles
| Rang | Nation               | Or | Argent | Bronze | Total |
| ---- | -------------------- | -- | ------ | ------ | ----- |
| 1    | Union soviétique     | 6  | 3      | 3      | 12    |
| 2    | Allemagne de l'Ouest | 4  | 4      | 4      | 12    |
| 3    | Bulgarie             | 3  | 1      | 2      | 6     |
| 4    | Royaume-Uni          | 1  | 2      | 1      | 4     |
| 5    | Pologne              | 1  | 1      | 3      | 5     |
| 6    | Allemagne de l'Est   | 1  | 1      | 1      | 3     |
| 6    | France               | 1  | 1      | 1      | 3     |
| 8    | Belgique             | 1  | 0      | 1      | 2     |
| 9    | Suède                | 1  | 0      | 0      | 1     |
| 10   | Roumanie             | 0  | 2      | 1      | 3     |
| 11   | Tchécoslovaquie      | 0  | 1      | 1      | 2     |
| 11   | Yougoslavie          | 0  | 1      | 1      | 2     |
| 13   | Finlande             | 0  | 1      | 0      | 1     |
| 13   | Grèce                | 0  | 1      | 0      | 1     |
| 15   | Italie               | 0  | 0      | 1      | 1     |